# اتفاق المملكة المتحدة والولايات المتحدة
المعاهدة البريطانية الأمريكية  هي اتفاق متعدد الأطراف للتعاون في عملية استخبارات الإشارات بين أستراليا، وكندا، ونيوزيلندا، والمملكة المتحدة، والولايات المتحدة. يُعرف تحالف العمليات الاستخباراتية أيضًا باسم تحالف الخمس أعين. يُختصر مصطلح الخمس أعين في علامات التصنيف إلى إف في إي واي، وتُختصر البلدان إلى إيه يو إس، وسي إيه إن، وإن زيد إل، وجي بي أر، و يو إس إيه.
نشأت المعاهدة السرية بشكل غير رسمي في ميثاق الأطلسي لعام 1941، وجُدِّدت مع مرور اتفاقية بروسا لعام 1943، وذلك قبل سنها رسميًا في 5 مارس عام 1946 من قبل المملكة المتحدة والولايات المتحدة. توسعت المعاهدة في السنوات التالية لتشمل كندا وأستراليا ونيوزيلندا، وانضمت دول أخرى، تُعرف باسم «الأطراف الثالثة»، مثل ألمانيا الغربية والفلبين والعديد من بلدان الشمال الأوروبي، إليها بصفتهم المشتركة، وذلك على الرغم من أنهم ليسوا جزءًا من آلية المشاركة التلقائية للمعلومات الاستخباراتية الموجودة بين تحالف الخمس أعين.
تُنفّذ الكثير من عمليات مشاركة المعلومات عبر شبكة ستونغوست فائقة الحساسية، والتي يُزعم أنها تحتوي على «بعض أسرار العالم الغربي الأكثر حراسة». أضفت الاتفاقية طابعًا رسميًا إلى جانب وضع قواعد لتبادل المعلومات الاستخباراتية، وعززت «العلاقة الخاصة» بين المملكة المتحدة والولايات المتحدة.
لم يعلم رئيس وزراء أستراليا بالمعاهدة نظرًا لسريتها حتى عام 1973، ولم يُكشف عنها للجمهور حتى عام 2005. أصدرت المملكة المتحدة والولايات المتحدة النص الكامل للاتفاقية علنًا في 25 يونيو عام 2010، ولأول مرة في التاريخ، وعُرِض بعد ذلك على الإنترنت. اعترفت مجلة تايم بالمعاهدة البريطانية الأمريكية المكونة من سبع صفحات بعد وقت قصير من صدورها باعتبارها واحدة من أهم وثائق الحرب الباردة، وكانت ذات أهمية تاريخية هائلة.
أظهر كشف التنصت العالمي لإدوارد سنودن تحول أنشطة تبادل المعلومات الاستخبارية بين حلفاء العالم الأول في الحرب الباردة بسرعة إلى عالم الإنترنت.

## التاريخ

### الأصول (أربعينيات وخمسينيات القرن العشرين)
تكونت المعاهدة من عشر صفحات، ونشأت من معاهدة استخبارات الاتصالات بين بريطانيا وأمريكا، معاهدة بروسا، في عام 1943؛ والتي ربطت شبكات اعتراض الإشارات بمكاتب الاتصالات الحكومية البريطانية ووكالة الأمن القومي الأمريكية في بداية الحرب الباردة. وقع الكولونيل باتريك مار جونسون على الوثيقة في 5 مارس عام 1946 لمجلس استخبارات إشارات لندن في المملكة المتحدة؛ والفريق هويت فاندنبرغ لمجلس استخبارات الدولة والجيش والبحرية الأمريكية. غالبًا ما منعت الولايات المتحدة مشاركة المعلومات من دول الكومنولث، وذلك على الرغم من نص الاتفاقية الأصلية على أن التبادل لن يكون «ضارًا بالمصالح الوطنية». نُشِر النص الكامل للاتفاقية للعامة في 25 يونيو عام 2010.

### بداية الحرب الباردة (خمسينيات وستينيات القرن الماضي)
تبادلت مكاتب الاتصالات الحكومية البريطانية ووكالة الأمن القومي الأمريكية المعلومات الاستخبارية حول الاتحاد السوفيتي، وجمهورية الصين الشعبية، والعديد من دول أوروبا الشرقية بموجب الاتفاقية. توسع نطاق الشبكة في ستينيات القرن العشرين إلى شبكة جمع وتحليل إيكيلون.
وُسِّع نطاق المعاهدة لتشمل كندا (1948)، وأستراليا (1956)، ونيوزيلندا (1956). حُدِّثت المعاهدة في عام 1955 مع تعيين كندا وأستراليا ونيوزيلندا لتصبح «المعاهدة البريطانية الأمريكية التي تتعاون مع دول الكومنولث المتعاونة مع المملكة المتحدة»، ومن الدول الأخرى التي انضمت إلى «الأطراف الثالثة» النرويج (1952)، والدنمارك (1954)، وألمانيا الغربية (1955).

### التحقيقات (1970-1990)
ظهرت المعاهدة إلى العلن ونُسِبت إلى رئيس الوزراء الأسترالي غوف ويتلام، وذلك في أعقاب غارات مورفي في عام 1973 على مقر منظمة المخابرات الأمنية الأسترالية. اكتشف وايتلام بعد التعرف على المعاهدة أن باين غاب، وهي محطة مراقبة سرية بالقرب من أليس سبرينغز في أستراليا، كانت تديرها وكالة المخابرات المركزية الأمريكية.
عارض وايتلام استخدام وسيطرة وكالة المخابرات المركزية على باين غاب في ذروة الأزمة الدستورية الأسترالية لعام 1975؛ وأقال رئيس منظمة المخابرات الأمنية الأسترالية قبل طرده من منصب رئيس الوزراء.
لم يُكشف عن وجود عدة وكالات استخباراتية في الخمس أعين حتى السنوات التالية:
سبعينيات القرن العشرين
كشف تقرير استقصائي تلفزيوني في كندا عن وجود وكالة أمن الاتصالات الكندية.
1975
كشفت لجنة الكنيسة في مجلس الشيوخ عن وجود وكالة الأمن القومي في الولايات المتحدة.
1976
كشف مقال استقصائي في مجلة تايم أوت عن وجود مقر الاتصالات الحكومية في بريطانيا.
1977
كشفت لجنة هوب عن وجود وكالة الاستخبارات السري الأسترالية في أستراليا ومديرية الإشارات الأسترالية.
1980
كُشِف رسميًا عن وجود مكتب أمن الاتصالات الحكومية في نيوزيلندا «على أساس محدود».
أقرت الحكومة الأسترالية في عام 1999 بأنها «تتعاون مع نظيراتها من المنظمات الاستخباراتية في الخارج بموجب علاقة المعاهدة البريطانية الأمريكية.
لم يُكشف عن وجود المعاهدة البريطانية الأمريكية علنًا حتى عام 2005. كُشِف عن محتويات المعاهدة رسميًا للجمهور في 25 يونيو عام 2010. وصفت مجلة تايم الاتفاقية بعد أربعة أيام بأنها واحدة من «أهم الوثائق في تاريخ الحرب الباردة».

## تغطية عالمية

### الخمس أعين
يشير مصطلح «الخمس أعين» إلى تحالف استخباراتي يضم أستراليا، وكندا، ونيوزيلندا، والمملكة المتحدة، والولايات المتحدة. تلتزم هذه الدول بالمعاهدة البريطانية الأمريكية متعددة الأطراف، وهي معاهدة للتعاون المشترك في استخبارات الإشارات.

### أستراليا
تراقب أستراليا جنوب آسيا وشرق آسيا.

#### كندا
وفر القرب الجغرافي لكندا من الاتحاد السوفيتي مزايا تنصت كبيرة خلال الحرب الباردة. تواصل كندا مراقبة الداخل الروسي والصيني أثناء إدارة أصول المخابرات في أمريكا اللاتينية.

#### نيوزيلندا
تُعد نيوزيلندا مسؤولة عن غرب المحيط الهادئ بالإضافة إلى جنوب شرق آسيا، وتحتفظ بمراكز استماع في الجزيرة الجنوبية في وادي وايوباي جنوب غرب بلنهيم، وعلى الجزيرة الشمالية في تانغيموانا.

#### المملكة المتحدة
أوروبا، وروسيا الأوروبية، والشرق الأوسط، وهونج كونج.

#### الولايات المتحدة الأمريكية
تركز الولايات المتحدة على الشرق الأوسط وروسيا والصين، وذلك بالإضافة إلى منطقة البحر الكاريبي وأفريقيا.

### التسع أعين، والأربع عشرة عين، و«الأطراف الثالثة» الأخرى
يُعد مجتمع «الخمس أعين» جزءًا من تحالف واسع من الدول الغربية، والتي تتقاسم استخبارات الإشارات مع بعضها البعض. تشمل هذه الدول الحليفة أعضاء في الناتو، ودول أوروبية أخرى مثل السويد، وحلفاء في المحيط الهادئ ولاسيما سنغافورة وكوريا الجنوبية.
انضمت العديد من دول الشمال إلى المعاهدة على أنها «طرف ثالث» في خمسينيات القرن الماضي؛ وسرعان ما تبعتها الدنمارك في عام 1954 وألمانيا الغربية في عام 1955.
يقول إدوارد سنودن إن وكالة الأمن القومي لديها «هيئة ضخمة» تسمى مديرية الشؤون الخارجية؛ وهي مسؤولة عن الشراكة مع حلفاء غربيين آخرين مثل إسرائيل.
لا يُعفى شركاء «الطرف الثالث» تلقائيًا من الاستهداف الاستخباري، وذلك على عكس أعضاء «الطرف الثاني» (أي الخمس أعين نفسها). تقول وثيقة داخلية لوكالة الأمن القومي سربها سنودن: «يمكننا، وغالبًا ما تمكنا، من استهداف إشارات معظم الشركاء الأجانب من الأطراف الثالثة».
تتعاون الخمس أعين مع العديد من دول الأطراف الثالثة في مجموعتين على الأقل:
- «التسع أعين»، وتتألف من الخمس أعين بالإضافة إلى الدنمارك وفرنسا وهولندا والنرويج.[39]
- «الأربع عشرة عين»، وتتكون من نفس دول التسع أعين بالإضافة إلى ألمانيا، وبلجيكا، وإيطاليا، وإسبانيا، والسويد.[40] إن الاسم الفعلي لهذه المجموعة هو رؤساء إشارات الاستخبارات الأوروبية، وتفيد في تنسيق تبادل معلومات الإشارات العسكرية بين أعضائها.[41]

## معرض صور

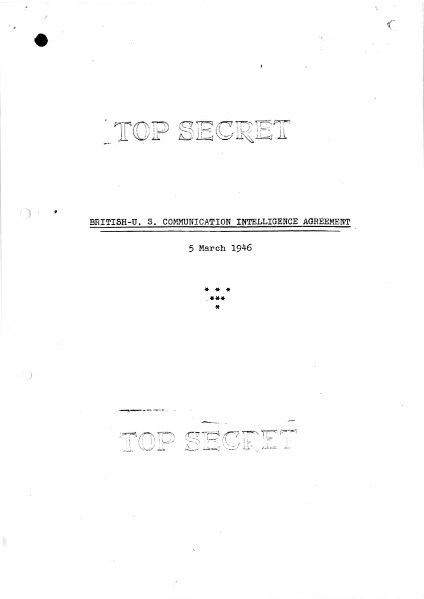
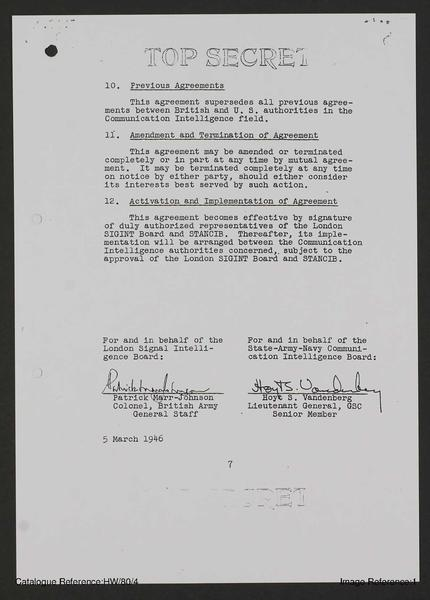
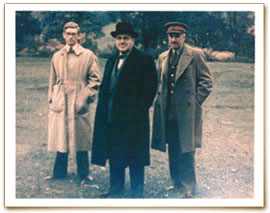
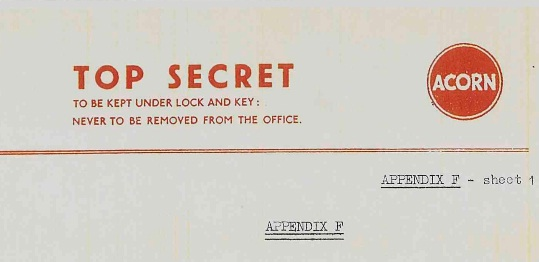